# سمر تايم ريندا
سمر تايم ريندا (باليابانية: サマータイムレンダ) هي مانغا يابانية من تأليف ورسم ياسوكي تاناكا. نشرت في شونن جامب+ من أكتوبر 2017 حتى فبراير 2021. اقتبست إلى مسلسل أنمي من إنتاج إستوديو أو إل إم عرض في أبريل 2022.

## الشخصيات
- شينبي اجيرو (باليابانية: 網代 慎平)

مؤدي الصوت: ناتسوكي هاناي.
- يوشينو كوفوني (باليابانية: 小舟 潮)

مؤدي الصوت: آنا ناغاسي.
- ميو كوفوني (باليابانية: 小舟 澪)

مؤدي الصوت: ساهو شيراسو.
- هيزورو ميناميكاتا (باليابانية: 南方 ひづる) / رونوسوكي ناغومو (باليابانية: 南雲 竜之介)

مؤدي الصوت: يوكو هيكاسا.
- غينجيرو نيزو (باليابانية: 根津 銀次郎)

مؤدي الصوت: جين اوراياما.
- سو هيشيغاتا (باليابانية: 菱形 窓)

مؤدي الصوت: كينشو أونو.
- توكيكو هيشيغاتا (باليابانية: 菱形 朱鷺子)

مؤدي الصوت: ماكي كاويز.
- سيدو هيشيغاتا (باليابانية: 菱形 青銅)

مؤدي الصوت: أكيو أوتسوكا.
- الن كوفوني (باليابانية: 小舟 アラン)

مؤدي الصوت: تيشو غيندا.
- تيتسو توتسومارو (باليابانية: 凸村 哲)

مؤدي الصوت: يوجي أويدا.
- ماساهيتو كاريكيري (باليابانية: 雁切 真砂人)

مؤدي الصوت: كاتسويوكي كونيشي.
- شيوري كوباواكاوا (باليابانية: 小早川 栞)

مؤدي الصوت: ريي كوغيميا.